# هیرام پاورز
هیرام پاورز (انگلیسی: Hiram Powers; ۲۹ ژوئن ۱۸۰۵ – ۲۷ ژوئن ۱۸۷۳) مجسمه‌ساز اهل ایالات متحده آمریکا بود.